# Nicolas Lémery

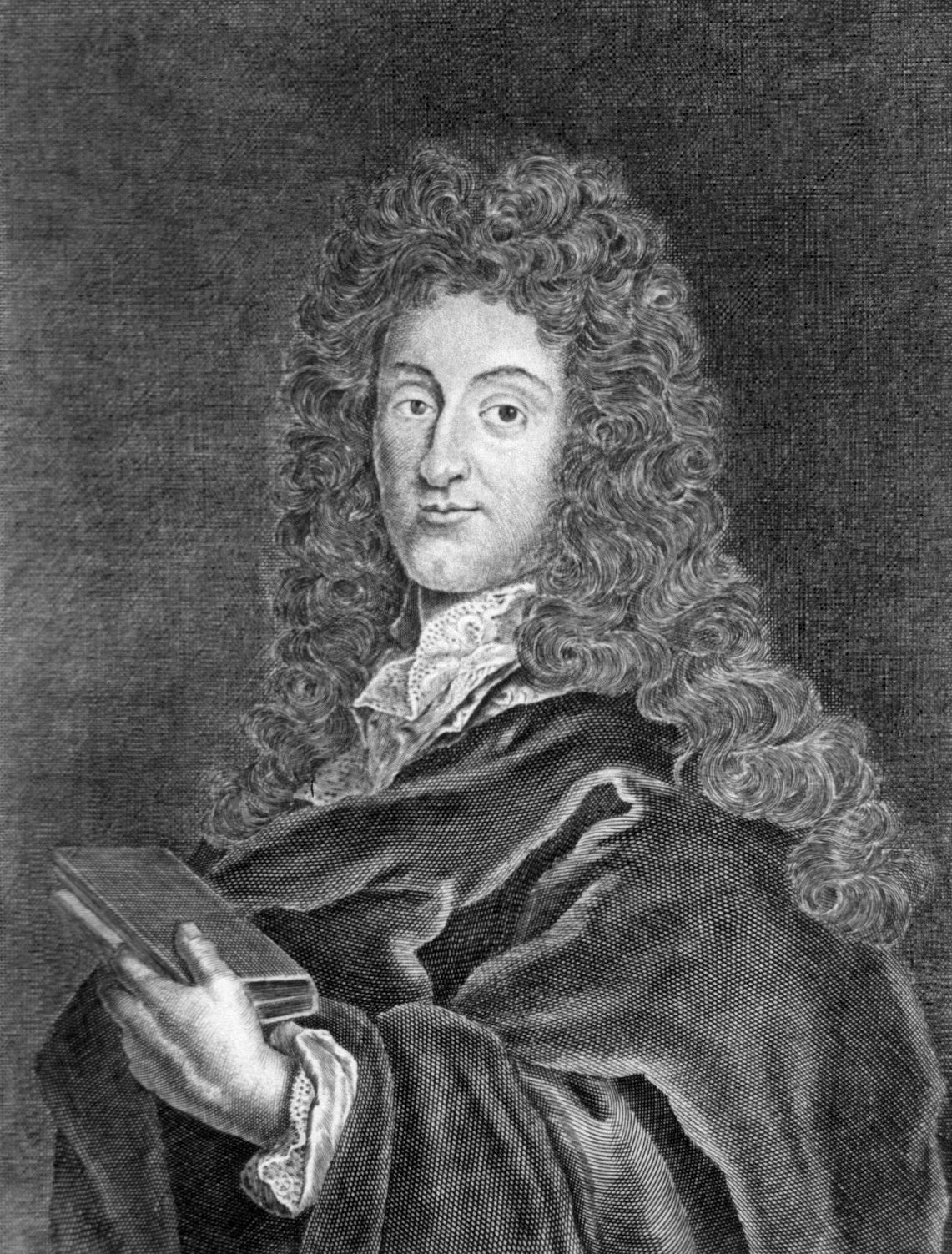
Nicolas Lémery

Nicolas Lémery (* 17. November 1645 in Rouen; † 19. Juni 1715 in Paris) war ein französischer Chemiker und Mediziner. Er war Autor mehrerer Lehrbücher und Lexika der Chemie und gehörte zu den ersten Chemikern, die das Metall Antimon sowie die Chemie der Säuren und Basen wissenschaftlich darstellten.

## Leben
Nicolas Lémery wurde als Sohn und fünftes, von insgesamt sieben Kindern des Julien Lémery und seiner zweiten Ehefrau Susan Duchemin geboren. Sein Vater war Prokurator des Parlaments der Normandie und verstarb, als Nicolas elf Jahre alt geworden war. Höchstwahrscheinlich besuchte er eine protestantische Schule in Grand-Quevilly im Banlieue von Rouen. Etwa im Alter von fünfzehn Jahren begann er eine Ausbildung in der Apotheke seines Onkels mütterlicherseits Pierre Duchemin in Rouen. Nach sechs Jahren Tätigkeit verließ er dann 1666 Rouen, um in Paris bei dem Pharmakologen Christophe Glaser, dem Apotheker am Hofe von Ludwig XIV., seine Kenntnisse zu erweitern.
Zwischen 1668 und 1672 lebte er in Montpellier, konnte dort allerdings als Protestant nicht Mitglied der Apothekerzunft werden. Im Jahre 1672 ging er nach Paris zurück, um im Laboratorium von Bernardin Martin (1629–1703), dem Apotheker von Louis II. de Bourbon, prince de Condé, tätig zu werden. Mit der Unterstützung des Prinzen von Condé praktizierte er bis 1683, danach wurde ihm die Apothekerlizenz entzogen.
Lémery ging an die Universität von Caen und wurde dort als Doktor der Medizin promoviert. Im Jahr 1685 wurde das Toleranzedikt von Nantes zur freien Ausübung der Religion in Frankreich widerrufen und führte dazu, dass Tausende französischer Protestanten das Land als so genannte Hugenotten verließen. Lémery konvertierte zum Katholizismus und lehrte in öffentlichen Vorlesungen außerhalb der Universität Chemie, wobei er diese stark von der Alchemie abgrenzte, die den Ruf der paracelsischen Lehre hatte und abgelehnt wurde.
Im Jahr 1677 kam sein Sohn Louis Lémery zur Welt, der später ebenfalls Chemiker sowie Arzt am königlichen Krankenhaus in Paris wurde. 1699 wurde Lémery in die Académie Royale des Sciences aufgenommen.

## Werke

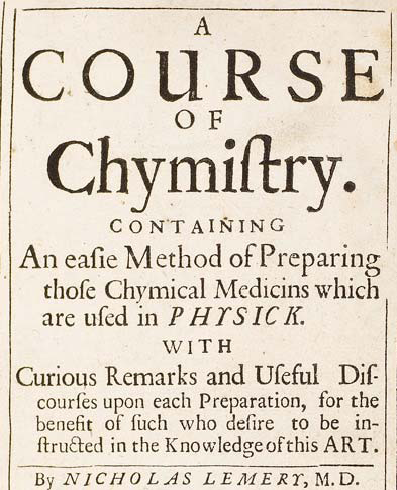
Titelblatt des Cours de chymie (1687)

1675 veröffentlichte Lémery sein Werk Cours de Chymie, das in den frühen Auflagen die Chemie als Hilfswissenschaft der Medizin darstellte, diese Position jedoch später zunehmend ausklammerte und die Chemie als eigene Wissenschaft der natürlichen Prozesse, die bei der Destillation, Fermentation und Sublimation von pflanzlichen, tierischen und mineralischen Stoffen darstellte. Von dem Werk erschienen über 30 Auflagen, davon 11 die vom Autor selbst überarbeitet wurden (die 11. erschien 1716 in Leiden, neu aufgelegt 1730 in Paris). In deutscher Übersetzung erschien das Werk unter dem Titel Cours de Chimie oder Der vollkommene Chymist 1697 in Dresden und wurde in den Folgejahren bis 1754 mehrfach neu aufgelegt. Sie wurde auch in andere Sprachen übersetzt.
Er unterschied pflanzliche, tierische und mineralische Stoffe und sah 5 Grundbestandteile: zwei passive (Wasser, Erde) und drei aktive (Mercurius, Sulfur und Sal in der alchemistischen Einteilung nach Paracelsus). Dabei standen diese Prinzipien im alchemistischen Sinn für mehr, als der bloße Name besagt, etwa Mercurius (Quecksilber) für Flüssiges wie Alkohol (Spiritus), Sulfur (Schwefel) für Brennbares, Flüchtiges wie Öle. Außerdem vertrat er eine Art Atomtheorie mit Korpuskeln ähnlich wie bei Robert Boyle. Je nach Anteil der Grundbestandteilen in den Korpuskeln und deren mechanische Eigenschaften wird deren chemischer Charakter geprägt. Das drückte sich in seiner Vorstellung explizit in Haken, Ösen, Spitzen, Einbuchtungen usw. aus. Der Säurecharakter geht auf Spitzen in den Korpuskeln zurück, die Brennbarkeit auf den Gehalt an Sulfur, Elastizität auf die Spiralform von Korpuskeln. Boyle war dagegen noch von einheitlichen Atomen als Basis ausgegangen, die sich zu verschiedenen Gebilden zusammentaten, aus denen sich dann die makroskopischen und chemischen Eigenschaften erklärten, was nach Ansicht von Lemery aber nicht für weitreichendere Erklärungen ausreichte und für deren Charakterisierung er zusätzlich zum Atommodell eine Kombination der alten alchemistischen Elementenlehre übernahm (mit den traditionellen vier Elementen bzw. den drei nach der Lehre der Paracelsisten).
1697 erschien die Pharmacopie universelle und im darauffolgenden Jahr Traité universel des drogues simples, welches 1716 nach der dritten Auflage in Amsterdam auch in deutscher Übersetzung als Materialien-Lexikon erschien. Dies Materialien-Lexicon wurde nachfolgend vollständig in das 1732 und 1754 erschienene Grosse vollständige Universal-Lexicon Aller Wissenschafften und Künste von Johann Heinrich Zedler übernommen, allerdings ohne als Quelle angegeben zu sein. Auch der Eintrag über Lemery enthält keine Informationen darüber, die deutsche Übersetzung ist dort auch nicht erwähnt.
1707 veröffentlichte er eine Abhandlung über das chemische Element Antimon unter dem Titel Traité de l’Antimoine, die deutsche Übersetzung erfolgte 1709 unter dem Titel Neue curieuse, chymische Geheimnüße des Antimonii.
Er war einer der Ersten, der die Säurenatur der Bernsteinsäure erkannte. Er hielt Bernstein zwar für mineralisch, das daraus gewonnene Salz ist aber nach Lemery eine Säure ähnlich der von Pflanzen.

## Schriften
- Cours de chymie: contenant la maniere de faire les operations qui sont en usage dans la medecine, par un methode facile; avec des raisonnements sur chaque operation, pour l’instruction de ceux qui veulent s’appliquer a cette science. Paris 1675 (Digitalisat). 6. ed. Michallet, Paris 1687. urn:nbn:de:hbz:061:2-25561
- Het philosoophze laboratorium, oft’ der chymisten stook-huis.ten Hoorn, Amsterdam 1691. urn:nbn:de:hbz:061:2-26461
- Nouveau recueil de[s] secrets et curiositez, les plus rares & admirables de tous les effects, que l’art & la nature sont capables de produire. 5. ed. Mortier, Amsterdam 1697. urn:nbn:de:hbz:061:2-25711, urn:nbn:de:hbz:061:2-33767, urn:nbn:de:hbz:061:2-33758
- A course of chymistry: containing an easie method of preparing those chymical medicins which are used in physick; with curious remarks and useful discourses upon each preparation, for the benefit of such a desire to be instructed in the knowledge of this art. - The 3rd. ed., transl. from the 8th ed. in the French. Kettilby, London 1698. urn:nbn:de:hbz:061:2-27647
- Cours de chymie, oder der vollkommene Chymist: welcher die in der Medicin gebräuchlichen chymischen Processe auff die leichteste und heilsamste Art machen lernt… Aus der 9. frantzösischen Edition des 1697sten Jahres ins Teutsche übersetzet. Winckler, Dresden 1698, urn:nbn:de:hbz:061:2-18093
- A compleat history of druggs: written in French by Monsieur Pomet, chief druggist to the present French king; to which is added what is further observable on the same subject, from Messrs. Lemery and Tournefort, divided into 3 classes, vegetable, animal and mineral, with their use in physick, chymistry, pharmacy and several other arts; done into English from the originals. London 1712. urn:nbn:de:hbz:061:2-153011
- Traité de l'Antimoine, Paris 1707
- Farmacopea universale che contiene tutte le composizioni di farmacia le qualisono in uso nella medicina: tanto in Francia, quanto per tutta l’europa, … e di piu un vocabolario farmaceutico, molte nuove osservazioni, ed alcuni ragionamenti sopra ogni operazione. Gio. Gabriel Hertz, Venezia 1720, urn:nbn:de:hbz:061:2-170928
- Dictionaire, ou traité universel des drogues simples ou l’on trouve leurs differens noms, leur origine, leur choix, les principes qu’elles renferment, leurs qualitez, leur etymologie, & tout ce qu’il ya de particulier dans les animaux, dans les vegetaux, & dans les mineraux; ouvrage dependant de la Pharmacopee universelle. 3. Auflage. Amsterdam 1716; 4. Auflage Hofhout, Rotterdam 1727, urn:nbn:de:hbz:061:2-134542
- Pharmacopée universelle: contenant toutes les compositions de pharmacie qui sont en usage dans la medicine, tant en France que par toute l’Europe, leurs vertus, leurs doses, les manieres d’operer les plus simples & les meilleures; avec un lexicon pharmaceutique, plusieurs remarques nouvelles, et des raisonnemens sur chaque operation. 3.ed. d’Houry, Paris 1728, urn:nbn:de:hbz:061:2-134535
- Cours de chymie: contenant la maniere de faire les operations qui sont en usage dans la medecine, par un methode facile; avec des raisonnemens sur chaque operation, pour l’instruction de ceux qui veulent s’appliquer a cette science. 11. ed. Delespine, Paris: 1730, urn:nbn:de:hbz:061:2-25955
- Traité universel des drogues simples: mises en ordre alphabetique, ou l’on trouve leurs differens noms, leur origine, leur choix, les principes qu’elles renferment, leurs qualitez, leur etimologie, & tout ce qu’il ya de particulier dans les animaux, dans les vegetaux, & dans les mineraux; ouvrage dependant de la Pharmacopee universelle. 4. ed. d’Houry, Paris 1732, urn:nbn:de:hbz:061:2-134522
- Cours de chymie: contenant la maniere de faire les operations qui sont en usage dans la medecine, par un methode facile; avec des raisonnemens sur chaque operation, pour l’instruction de ceux qui veulent s’appliquer a cette science. Leonard, Bruxelles 1744, urn:nbn:de:hbz:061:2-25385
- Nicolai Lemeri cursus chymicus, oder vollkommener Chymist: welcher die in der Medicin vorkommenden chymischen Praeparata und Processus auf die vernünfftigste, leichteste und sicherste Art zu verfertigen lehret; aus dem Frantzösischen übersetzet. - … Bey dieser 5. Aufl. aufs neue durchgesehen, corrigirt und vermehret von Johann Christian Zimmermann.Walther, Dresden 1754, urn:nbn:de:hbz:061:2-26395
- Vollständiges Materialien-Lexicon, mit einer aktuellen Einleitung von Ulrich Johannes Schneider, Directmedia Publishing, Berlin 2007, Zeno.org 013, DVD-ROM, ISBN 978-3-89853-613-4.